# Llywelyn ab Iorwerth

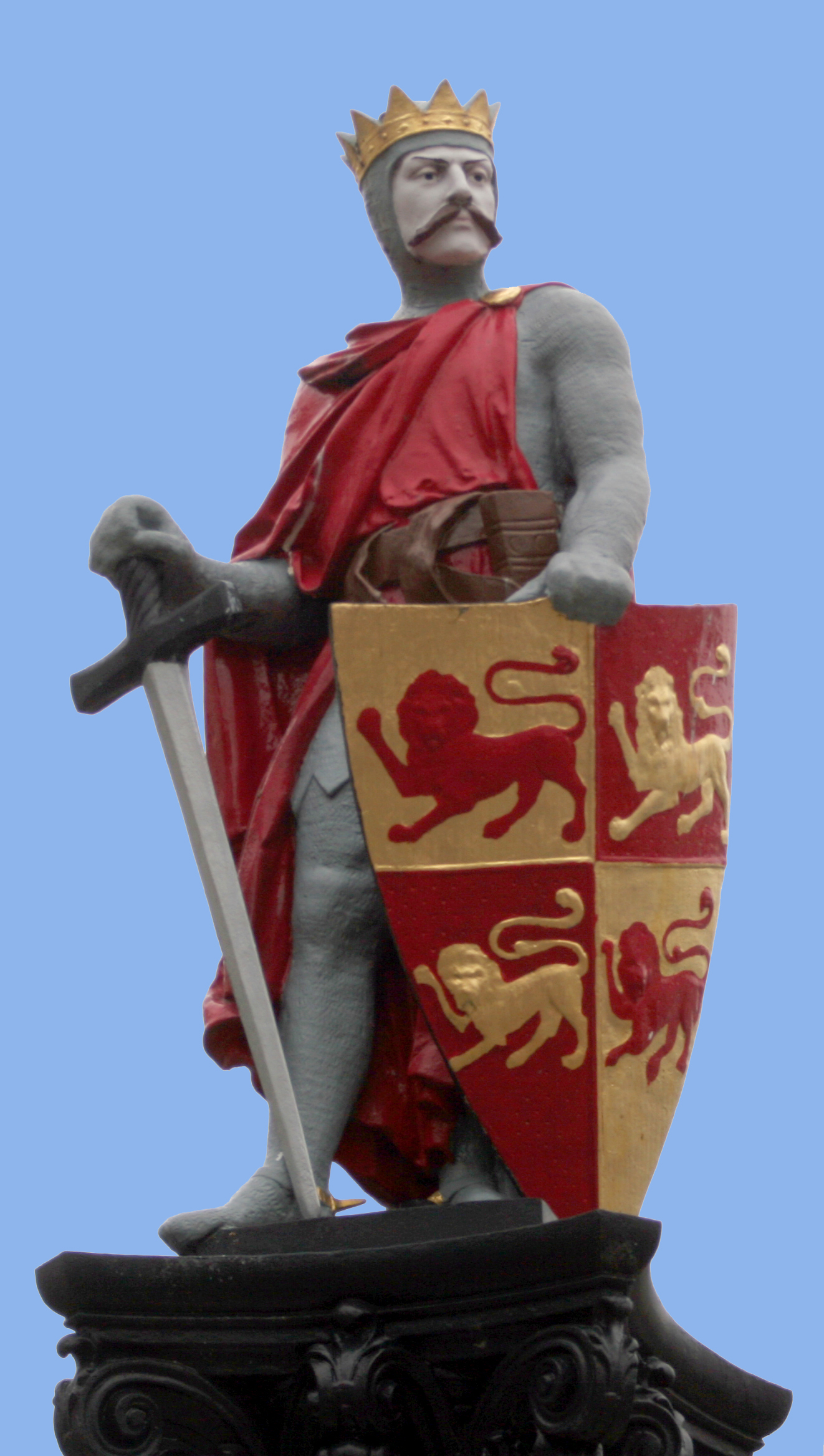
1898 errichtete Statue von Llywelyn Fawr in Conwy, Nordwales

Llywelyn ab Iorwerth (IPA-Lautschrift [ɬəwelɨ̞n]; auch Llywelyn ap Iorwerth; * 1173 in Tomen Castell; † 11. April 1240 in der Aberconwy Abbey) war Fürst von Gwynedd in Nordwales. Mit den Jahren stieg er zum Herrscher über weite Teile von Wales auf. Durch eine Kombination von geschickter Diplomatie und Feldzügen herrschte er vierzig Jahre in Wales. Aus diesem Grund wird er Llywelyn I. von Wales genannt und ist neben seinem Vorfahren Rhodri dem Großen einer von zwei walisischen Herrschern, denen der Beiname „der Große“ (walisisch Llywelyn Fawr) zuteilwurde.
In seiner Kindheit herrschten zwei Onkel Llywelyns über Gwynedd. Nach dem Tod von Llywelyns Großvater Owain Gwynedd im Jahr 1170 kamen sie überein, das Königreich unter sich aufzuteilen. Bereits in jungen Jahren begann Llywelyn, seine rechtmäßigen Ansprüche auf die Herrschaft einzufordern. Feldzüge brachten erste Machtzuwächse. 1200 stieg er zum alleinigen Herrscher über Gwynedd auf. Im selben Jahr schloss er ein Abkommen mit König Johann I. von England, das für die folgenden zehn Jahre gute Beziehungen zwischen den Herrschern ermöglichte. Llywelyn heiratete 1205 Johanns illegitime Tochter Johanna. 1210 verschlechterten sich die Beziehungen und im darauf folgenden Jahr marschierte Johann in Gwynedd ein. Llywelyn war gezwungen Verhandlungen aufzunehmen, die zum Verlust der Ländereien östlich des Flusses Conwy führten.
Bündnisse mit anderen walisischen Fürsten ermöglichten es ihm, die verlorengegangenen Ländereien zurückzugewinnen. Anschluss suchte er auch an die englischen Barone, die König Johann 1215 gezwungen hatten, die Magna Carta zu unterzeichnen. Im Jahr 1216 war er zum einflussreichsten Herrscher in Wales aufgestiegen. Nach dem Tod des Königs musste Llywelyn die Verhandlungen über den Vertrag von Worcester, der ihn in seiner Stellung in Wales bestätigte, 1218 mit dessen Nachfolger König Heinrich III. zum Abschluss bringen. Während der nächsten 15 Jahre sah sich Llywelyn immer wieder Kämpfen mit den regionalen Herrschern der Grenzmarken ausgesetzt, jedoch auch mit dem englischen König kam es zu kriegerischen Auseinandersetzungen. Llywelyn gelang es, mit einflussreichen Fürsten der Grenzmarken Bündnisse zu schließen. Die Auseinandersetzungen fanden im Jahr 1234 im Frieden von Middle ihr Ende. Der dort für zwei Jahre geschlossene Waffenstillstand wurde bis zum Ende seiner Herrschaft immer wieder um ein Jahr verlängert. Llywelyn blieb bis zu seinem Tod im Jahre 1240 Fürst von Gwynedd und der mächtigste walisische Herrscher seiner Zeit. Sein Sohn Dafydd ap Llywelyn trat seine Nachfolge an.

## Leben

### Abstammung und frühe Jahre

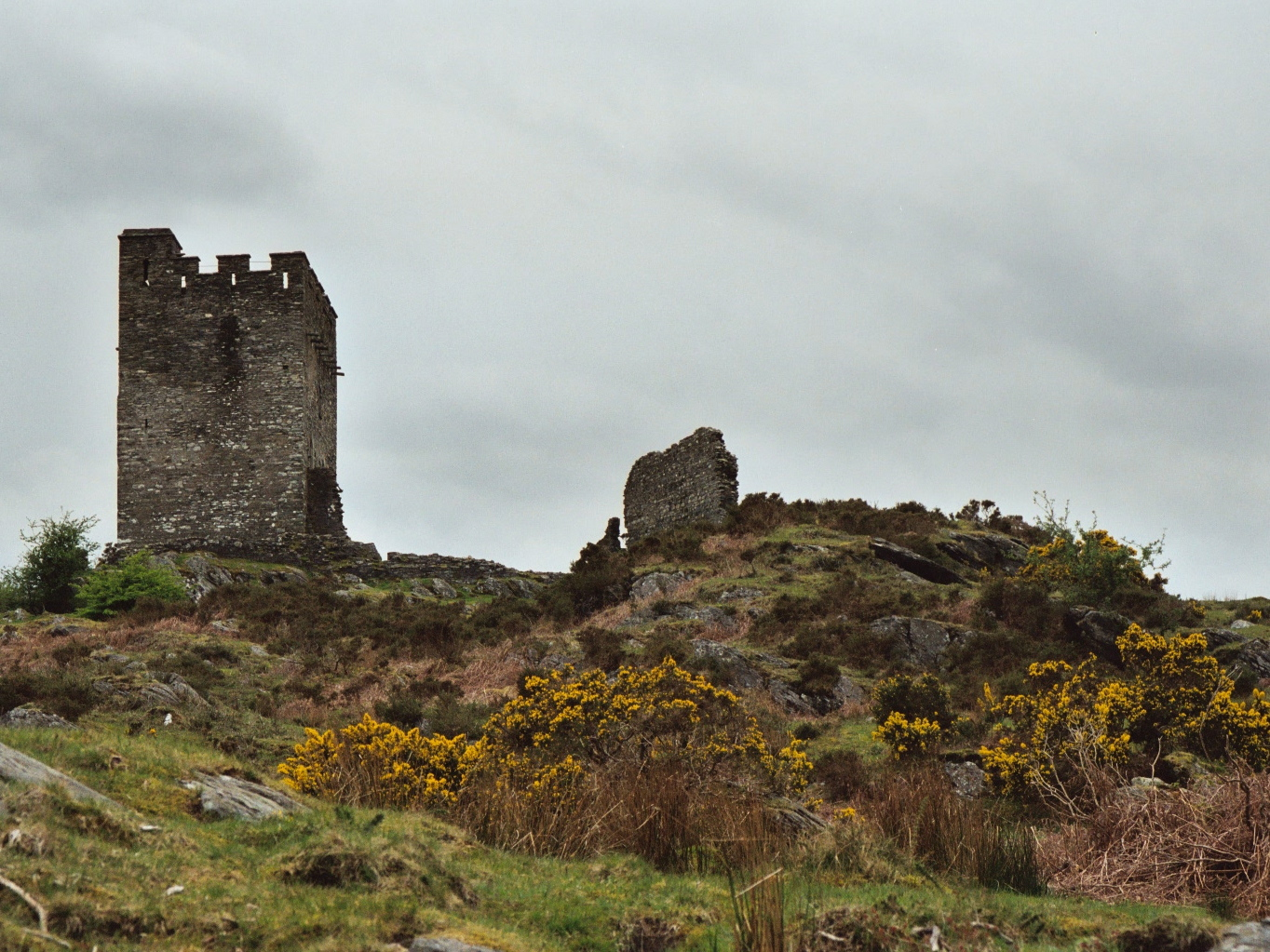
Dolwyddelan Castle, erbaut von Llywelyn

Als Sohn von Iorwerth Drwyndwn wurde Llywelyn um das Jahr 1173 in Gwynedd geboren, wahrscheinlich in Tomen Castell bei Dolwyddelan. Sein Großvater Owain Gwynedd herrschte über Gwynedd bis zu seinem Tod im Jahre 1170. Llywelyn war in direkter Linie ein Nachfahre von Rhodri Mawr („Rhodri dem Großen“) und gehörte zum fürstlichen Haus der Aberffraw.
Über Llywelyns Vater Iorwerth Drwyndwn ist wenig bekannt. Aus diesem Grund wird angenommen, dass Iorwerth Drwyndwn bereits starb, als Llywelyn im Säuglings- oder Kleinkindesalter war. Ebenfalls gibt es keine bekannten Aufzeichnungen über eine Teilnahme Iorwerths an den Machtkämpfen um das Reich, die auf den Tod seines Vaters Owain Gwynedd folgten. Einer Überlieferung zufolge war er aufgrund einer körperlichen Versehrtheit oder Missbildung von der Herrschaft ausgeschlossen.
1175 war das Königreich Gwynedd unter zwei von Llywelyns Onkeln aufgeteilt. Dafydd ab Owain hielt das Gebiet östlich des Flusses Conwy, während Rhodri ab Owain den westlichen Teil beherrschte. Beide entstammten der zweiten Ehe Owain Gwynedds mit Cristin ferch Goronwy. Die Kirche versagte der Ehe ihre Gültigkeit, da Owain und Cristin Cousin und Cousine ersten Grades waren und das Kirchenrecht keine Verbindung so naher Verwandter erlaubte. Der Geistliche Giraldus Cambrensis bezeichnete daraufhin Iorwerth Drwyndwn als einzigen legitimen Nachkommen Owain Gwynedds. Nach dem Tod Iorwerths hatte in den Augen der Kirche nur Llywelyn einen legitimen Anspruch auf den Thron von Gwynedd.
Seine Mutter Marared, die gelegentlich auch Margaret genannt wird, war die Tochter von Fürst Madog ap Maredudd von Powys. Nach dem frühen Tod Iorwerths heiratete Marared in die Corbet-Familie ein. Wahrscheinlich verbrachte Llywelyn zumindest teilweise seine Jugend bei der in Shropshire ansässigen Familie.

### Aufstieg zur Macht
In seinen walisischen Reiseberichten aus dem Jahr 1188 erwähnt Giraldus Cambrensis, der junge Llywelyn rüste bereits gegen seine Onkel Dafydd und Rhodri. Mit der Hilfe seiner Cousins Gruffydd ap Cynan und Maredudd ap Cynan zog Llywelyn gegen Dafydd zu Felde, besiegte diesen 1194 in einer Schlacht an der Flussmündung des Conwy und herrschte fortan über das Land östlich des Flusses. Der besiegte Dafydd geriet 1197 in Llywelyns Gefangenschaft, wurde jedoch ein Jahr später auf die Fürsprache Hubert Walters, des Erzbischofs von Canterbury, hin freigelassen und zog sich nach England zurück, wo er im Mai 1203 verstarb. Die Ländereien westlich des Conwy, über die Rhodri herrschte, nahmen Gruffudd und Maredudd nach dessen Tod 1195 in ihren Besitz.
Zu Llywelyns Zeiten war Wales in das „reine Wales“ (Pura Wallia, englisch Wales Proper) und die walisischen Grenzmarken (Marchia Wallia, englisch Welsh Marches) gespalten. Während die ursprünglichen Gebiete Wales’ im Westen von walisischen Fürsten regiert wurden, herrschten in der Grenzmark normannische Barone, die Marcher Lords. Nach dem Tod Owain Gwynedds 1170 war das südliche Königreich Deheubarth zum mächtigsten der walisischen Reiche und sein Herrscher Rhys ap Gruffydd zum Führer des Pura Wallia aufgestiegen. Nach seinem Tod im Jahr 1197 kam es unter seinen Söhnen jedoch zu Erbstreitigkeiten, die zur Aufteilung des Reichs unter den Kriegsparteien führten. Gwenwynwyn ab Owain, der Fürst von Powys Wenwynwyn, bemühte sich, die Stellung seines Vaters als Führer der walisischen Fürsten zu übernehmen, und stellte eine große Armee zusammen, mit der er 1198 die Burg Painscastle des Barons William de Braose, eines der Marcher Lords, belagerte. Llywelyn unterstützte die Belagerung und schickte eigene Truppen. Gwenwynwyns Armee erlitt jedoch im August eine schwere Niederlage durch ein Heer unter der Führung des Justiciars Geoffrey fitz Peter, 1. Earl of Essex, was Llywelyn ermöglichte, sich selbst als Anführer der walisischen Fürsten zu etablieren. 1199 nahm er die wichtige Festung von Mold ein und führte fortan den Titel eines „Fürsten von ganz Nordwales“, obwohl er zu dieser Zeit noch nicht der Herrscher über ganz Gwynedd war.

### Herrschaft

#### Festigung der Macht
Der Tod von Gruffydd ap Cynan 1200 ließ Llywelyn als alleinigen Herrscher von Gwynedd zurück. Im Jahr 1201 annektierte er im Norden Eifionydd und Llŷn von Maredudd ap Cynan. Im Juli desselben Jahres schloss Llywelyn einen Vertrag mit König Johann von England ab. Dieses Dokument ist das älteste geschriebene Abkommen zwischen einem englischen König und einem walisischen Herrscher. Unter den Vertragsbedingungen steht, dass Llywelyn König Johann die Lehnstreue schwören muss sowie dem König zu huldigen hat. Im Gegenzug bestätigt der englische König Llywelyns durch Eroberung erlangten Besitz und gestattet die Anhörung weiterer Streitfälle bezüglich von Llywelyn erhobener Besitzansprüche unter walisischem Recht.
Llywelyns Führungsanspruch machte ihm Gwenwynwyn ab Owain von Powys streitig. Llywelyn sah sich gezwungen, seinen Hauptrivalen anzugreifen, und überschritt damit im August 1202 erstmals die Grenzen von Gwynedd. Der Klerus schritt ein und vermittelte einen Frieden zwischen den beiden Fürsten, wodurch die Invasion abgewendet wurde. Elise ap Madog, Graf von Penllyn, war der Aufforderung Llywelyns zum Waffengang nicht nachgekommen, weswegen dieser ihm zur Strafe nahezu den gesamten Landbesitz entzog.
1205 konnte Llywelyn durch die Heirat mit König Johanns illegitimer Tochter Johanna seine Position weiter festigen. Zuvor hatte er bereits mit Papst Innozenz III. über eine Hochzeit mit der Witwe seines Onkels Rhodri verhandelt, einer Tochter von Ragnald, dem König der Isle of Man. Die Bemühungen wurden jedoch hinfällig, als ihm die vorteilhaftere Verbindung mit Johanna angeboten wurde.
Gwenwynwyn ap Owain überwarf sich im Jahr 1208 mit König Johann von England. Dieser bestellte ihn nach Shrewsbury, verhaftete ihn dort und entzog ihm seine Ländereien. Diesen Vorfall nutzte Llywelyn aus: Er annektierte den Süden von Powys sowie das nördliche Ceredigion und baute Aberystwyth Castle wieder auf. Im Sommer 1209 begleitete er König Johann auf dessen Feldzug gegen den schottischen König Wilhelm I.

#### Rückschläge und Wiedererstarken

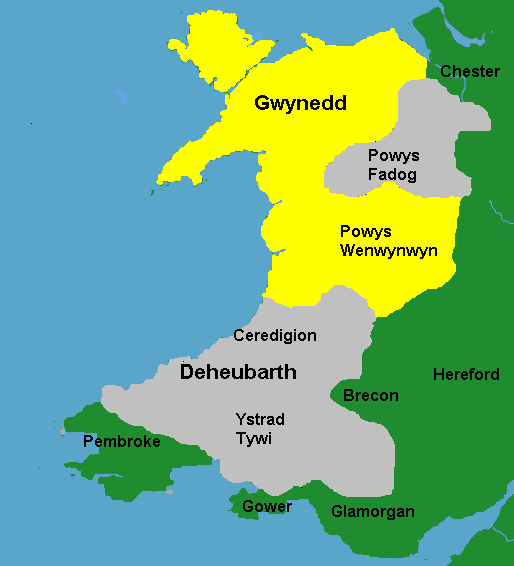
Wales im Jahr 1217 mit den Ländern Llywelyns und der mit ihm verbündeten Fürsten

Ab 1210 verschlechterten sich die Beziehungen zwischen Llywelyn und König Johann. Laut dem walisischen Historiker J.E. Lloyd lagen die Ursachen für den Bruch hauptsächlich bei Llywelyn selbst. Er hatte eine Allianz mit dem von ihm noch 1198 bekämpften William de Braose gebildet, obwohl er wusste, dass dieser bei Johann in Ungnade gefallen und von ihm seiner Ländereien beraubt worden war. Während Johann in Irland einen Feldzug gegen Braose und dessen Verbündete führte, musste sich Llywelyn der Armeen des Earls Ranulph von Chester und des Bischofs von Winchester, Peter des Roches, erwehren, konnte die Invasion Gwynedds aber nicht verhindern. Llywelyn zerstörte daraufhin seine eigene Burg bei Deganwy und zog sich über den Fluss Conwy in den Westen Gwynedds zurück. Den Wiederaufbau der Burg durch den Grafen von Chester vergolt Llywelyn mit der Verwüstung des gräflichen Besitzes. König Johann unterstützte Gwenwynwyn in seinem Vorhaben, die Herrschaft über den Süden von Powys zurückzuerlangen, mit Truppenentsendungen. Im Jahr 1211 marschierte Johann mit dem Ziel, Llywelyn zu entthronen und ganz zu vernichten, selbst in Gwynedd ein. Unterstützung fand er bei fast allen anderen walisischen Fürsten.
Mit dem ersten Versuch der Invasion scheiterte Johann, kehrte im August desselben Jahres mit einer größeren Armee zurück, überschritt den Fluss Conwy und drang in Snowdonia ein. Das königliche Heer steckte die Stadt Bangor in Brand und nahm deren Bischof gefangen. Zu den aufgezwungenen Verhandlungen mit dem König schickte Llywelyn seine Frau Johanna, die Tochter des Königs. Johanna konnte ihren Vater dazu überreden, ihren Mann nicht vollständig zu entthronen, aber den Gebietsverlust östlich des Flusses Conwy konnte sie nicht verhindern. Weitere Bedingungen waren die Entrichtung von hohen Tributen in Form von Vieh und Pferden sowie die Übergabe von Geiseln, unter ihnen auch sein illegitimer Sohn Gruffydd. Außerdem sollte sein Land an den König fallen, sollte Llywelyn keinen legitimen Nachkommen mit Johanna haben.

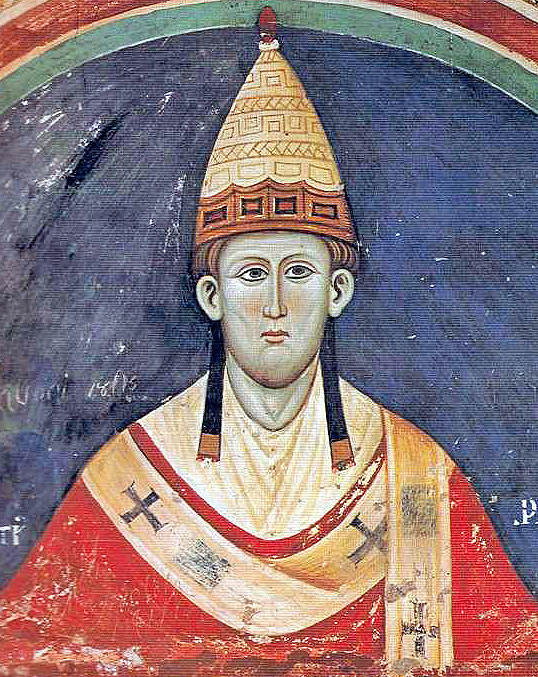
Innozenz III.
(Fresko im Benediktinerkloster von Subiaco, Latium, um 1219)

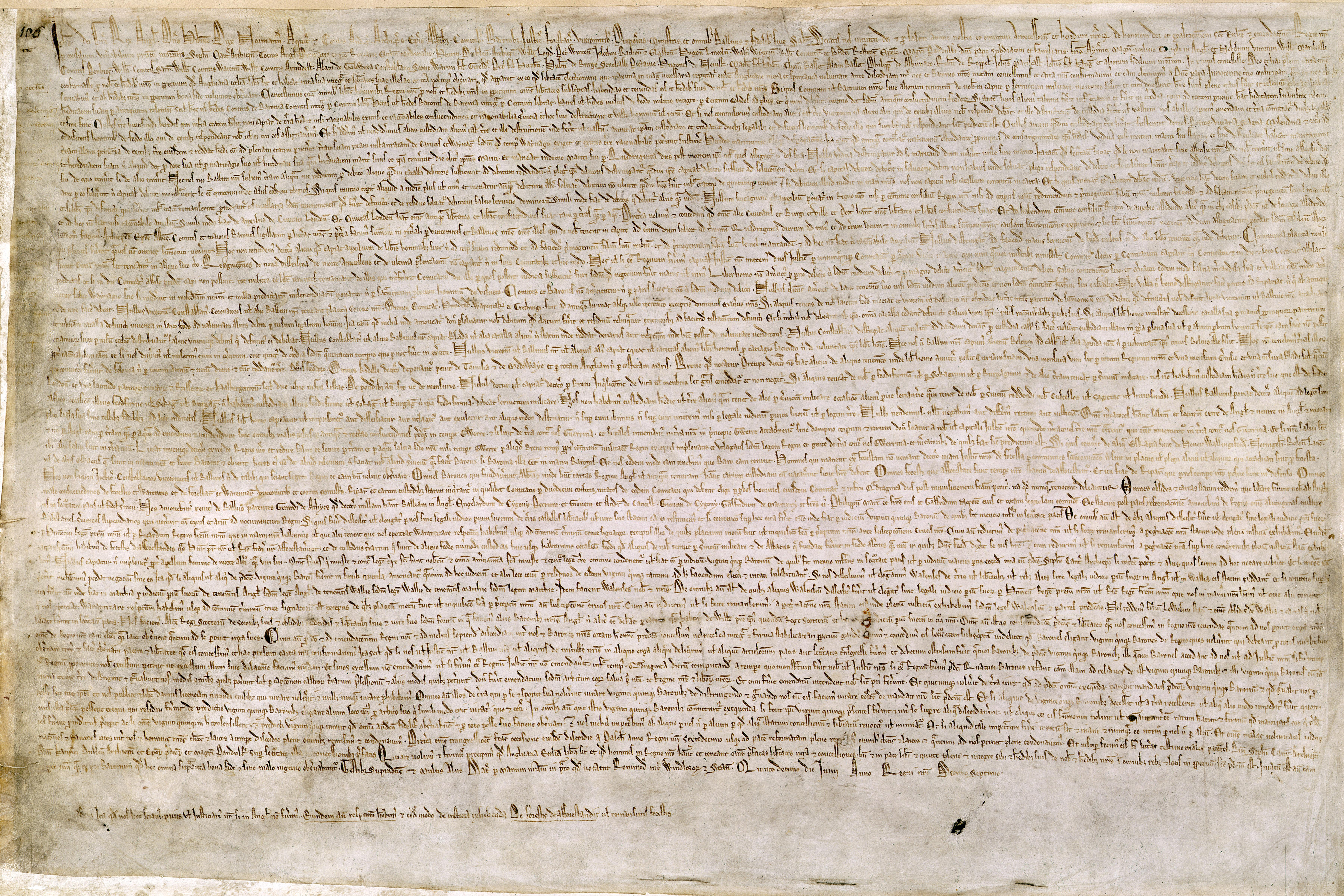
Kopie der Magna Carta von 1225

Zu dieser Zeit befand sich Llywelyn auf dem Tiefpunkt seiner Macht, konnte jedoch schon bald wieder an Macht gewinnen. Mit seiner Politik enttäuschte König Johann die walisischen Fürsten, die ihn zuvor unterstützt hatten, so dass sie sich gezwungen sahen, die Seiten zu wechseln. Gemeinsam mit dem Fürsten Gwenwynwyn von Powys und den beiden mächtigsten Fürsten aus Deheubarth, Maelgwn ap Rhys und Rhys Gryg, schmiedete Llywelyn eine Allianz gegen König Johann. Unterstützung fand die Allianz bei Papst Innozenz III., der seit einigen Jahren in den Konflikt verwickelt war. Innozenz sprach über das Königreich England ein Interdikt aus und entband die Fürsten der Allianz von ihren Treueiden gegenüber Johann. Des Weiteren hob der Papst das Interdikt in den von ihnen kontrollierten Gebieten auf. 1212 eroberte Llywelyn in nur zwei Monaten fast ganz Gwynedd außer den Burgen von Deganwy und Rhuddlan.
Noch im August desselben Jahres plante Johann eine erneute Invasion Gwynedds. Einer Darstellung zufolge hatte er schon begonnen, indem er einige walisische Geiseln, die ihm im Jahr zuvor übergeben worden waren, hinrichten ließ, als ihn zwei Briefe erreichten, in denen ihm sowohl seine eigene Tochter Johanna, Llywelyns Frau, als auch Wilhelm I. von Schottland davon abrieten. Sie wiesen ihn auf die mächtigen Magnaten in seinem eigenen Königreich hin, die den Feldzug ausnutzen könnten, um ihn zu töten oder seinen Feinden auszuliefern. Da König Johann daraufhin von der Invasion abließ, konnte Llywelyn 1213 auch die beiden verbliebenen Burgen Deganwy und Rhuddlan einnehmen. Er stärkte seine Position weiter, indem er eine Allianz mit dem französischen König Philipp II. einging, und schloss sich den Baronen an, die sich gegen Johann erhoben. Zusammen marschierten sie nach Shrewsbury und nahmen es 1215 ohne Widerstand ein. Als König Johann von seinem revoltierenden Adel gezwungen wurde, die Magna Charta zu unterzeichnen, gelang es Llywelyn, Vorteile für Wales auszuhandeln, darunter die Freilassung seines Sohnes Gruffydd, der sich seit 1211 als Geisel in England befand.
Llywelyn hatte es geschafft, sich als Anführer der unabhängigen Fürsten von Wales zu etablieren. Als Seneschall setzte er Ednyfed Fychan ein, mit dem er bis zum Ende seiner Herrschaft eng zusammenarbeitete. Im Dezember des Jahres 1215 eroberte er mit seiner Armee, in der alle rangniederen Fürsten vereint waren, die Burgen von Carmarthen, Kidwelly, Llansteffan, Cardigan und Cilgerran. Ein weiteres Indiz seiner wachsenden Macht zeigte sich, als die Bischofssitze von St Davids und von Bangor neu besetzt werden mussten und Llywelyn die Weihung walisischer Landsleute durchsetzen konnte.
Im Frühjahr 1216 berief Llywelyn die walisischen Fürsten nach Aberdyfi Castle. Dort gelang es ihm, mit den Erben von Lord Rhys ein Abkommen über die Aufteilung von Deheubarth zu erzielen, gleichzeitig erkannten sie seine Oberherrschaft an und erneuerten ihre Bündnistreue und Hommage. Im selben Jahr wechselte Gwenwynwyn von Powys erneut auf die Seite des englischen Königs Johann, worauf Llywelyn die regionalen Fürsten von Wales zum Feldzug gegen ihn aufrief. Sie vertrieben ihn ein weiteres Mal aus dem Süden von Powys, und er flüchtete nach England, wo er noch im selben Jahr starb und einen minderjährigen Erben hinterließ. König Johann starb ebenfalls 1216, und da auch sein Erbe, König Heinrich III., noch nicht volljährig war, übernahm zunächst ein Regentschaftsrat die Regierungsgeschäfte.

#### Grenzkonflikte
Noch zu Lebzeiten von König Johann begann Llywelyn Verhandlungen mit der englischen Krone über seinen Herrschaftsanspruch über die eroberten Gebiete. Nach dem Tod des Königs wurden die Verhandlungen unter König Heinrich III. zum Abschluss gebracht. Der Vertrag von Worcester aus dem Jahr 1218 bestätigte Llywelyns Machtansprüche und untermauerte Llywelyns dominante Stellung in Wales. Obwohl es immer wieder einmal zu Auseinandersetzungen mit den Marcher Lords kam, konnte Llywelyn seine Position in Wales bis zu seinem Tod behaupten. Insbesondere mit der Marshal-Familie, Hubert de Burgh und gelegentlich auch mit dem König entwickelten sich Feindlichkeiten. Durch Heiratspolitik versuchte Llywelyn, Allianzen mit einigen dieser Familien zu bilden. Seine Tochter Gwladus Ddu war bereits mit dem Marcher Lord Reginald de Braose von Brecon und Abergavenny verheiratet. Jedoch stellte sich Reginald als unzuverlässiger Partner heraus, sodass Llywelyn seine Tochter Marared mit Reginalds Neffen John de Braose von Gower vermählte. Einen treuen Bündnispartner fand er in Ranulf de Blondeville, 4. Earl of Chester, dessen Neffe und Nachfolger John der Schotte seit 1222 der Ehemann von Llywelyns Tochter Elen war. Eine Verbindung mit der mächtigen Mortimer-Familie ergab sich, als Gwladus Ddu nach Reginalds Tod Ralph de Mortimer heiratete.
Llywelyn war vorsichtig genug, keine unnötige Auseinandersetzung mit der englischen Krone oder einem Marcher Lord heraufzubeschwören. Als Beispiel dient hier, dass er im Jahr 1220 Rhys Gryg zwang, Gebiete im Süden von Wales an ihre anglo-normannischen Besitzer zurückzugeben. Zwischen 1220 und 1230 entstanden die meisten Burgen, die zur Grenzbefestigung erbaut wurden und Llywelyn zugeordnet werden. Die Steinburgen – wie zum Beispiel Criccieth, Deganwy oder Dolwyddelan Castle – gehörten zu den am höchsten entwickelten Burgen ihrer Zeit. Llywelyn gilt außerdem als Förderer der Entwicklung stadtähnlicher Siedlungen, die zu Handelszentren in Gwynedd wurden.
Zu ersten Feindseligkeiten mit der Marshal-Familie kam es 1220. Llywelyn reagierte auf die Angriffe von William Marshal, 2. Earl of Pembroke, indem er die Burgen in Narberth und Wiston zerstörte und Haverfordwest niederbrennen ließ. Einen Angriff auf Pembroke Castle konnte William Marshal nur durch die Zahlung von 100 Pfund abwenden. Zu Beginn des Jahres 1223 überschritt Llywelyn die Grenzen von Shropshire und besetzte die Burgen von Kinnerley und Whittington. Llywelyns militärisches Engagement in Shropshire nutzten die Marshals zu einem Feldzug im Süden Wales. Eine in Irland zusammengestellte Armee landete im April bei St Davids und konnte Cardigan und Carmarthen ohne Gegenwehr erobern. In ihrem Feldzug fanden die Marshals Unterstützung in der königlichen Armee von England, die Montgomery annektierte. Im Oktober 1223 schlossen Llywelyn und König Heinrich in Montgomery eine Übereinkunft. Das von den Marshals im Süden besetzte Land wurde an Llywelyns dortige Verbündete zurückgegeben, und Llywelyn selbst verzichtete auf seine Eroberungen in Shropshire.
An dem Feldzug walisischer Fürsten gegen den Justiziar von England und Irland, Hubert de Burgh, war auch Llywelyn beteiligt. Hubert de Burgh hatte vom König die Lordschaft und die Burg von Montgomery bekommen. Im Jahr 1228 kam es immer wieder zu Grenzverletzungen und -übergriffen seitens de Burghs. Als sich Hubert einem Feldzug der Waliser gegenübersah, musste König Heinrich ihm mit einer Armee zur Seite stehen. Diese errichtete zur Verteidigung eine neue Burg im Gebiet von Ceri. Im Oktober wurde die englische Armee zum Rückzug gezwungen. König Heinrich stimmte der Zerstörung der halbfertigen Burg in Ceri im Tausch für eine Zahlung Llywelyns von 2000 Pfund zu. Die Summe brachte dieser auf, indem er für den in den Kämpfen gefangengenommenen William de Braose, den Sohn Reginalds de Braose, ein Lösegeld in gleicher Höhe einforderte.

#### Familienkonflikte
Nachdem William de Braose der Jüngere in Gefangenschaft geraten war, wechselte er auf die Seite Llywelyns. Das neue Bündnis sollte durch eine Ehe zwischen Williams Tochter Isabella de Braose und Llywelyns Sohn Dafydd besiegelt werden. Um Ostern 1230 besuchte William den Hof Llywelyns und wurde zusammen mit dessen Frau Johanna in Llywelyns Gemächern gefunden. Am 2. Mai wurde das Todesurteil gegen William de Braose vollstreckt. Als besondere Demütigung für einen Adeligen ließ Llywelyn ihn den Tod durch Hängen erleiden. Johanna stellte er für ein Jahr unter Hausarrest.
In einem kurz nach der Hinrichtung geschriebenen Brief Llywelyns an Williams Witwe, Eva de Braose, fragte er, ob sie die Hochzeit zwischen Isabella und Dafydd weiterhin befürwortete. Die Ehe wurde geschlossen und Johanna im folgenden Jahr ihre Verfehlungen vergeben. Sie erhielt ihre Stellung als Fürstin zurück.
Bis zum Jahr 1230 führte Llywelyn den Titel „Fürst von Nordwales“ (princeps Norwalliæ), änderte diesen dann aber in „Fürst von Aberffraw und Lord von Snowdon“, um seine machtvolle Stellung gegenüber den anderen walisischen Fürsten zu unterstreichen. Er führte jedoch offiziell nicht den Titel eines Fürsten von Wales (Prince of Wales), auch wenn seine Machtfülle dem durchaus entsprach.

#### Frieden von Middle
Im Jahr 1231 kam es zu weiteren Kämpfen in den Grenzmarken. Llywelyn fürchtete die wachsende Macht von Hubert de Burgh. Einige seiner Männer waren bereits durch die Garnison von Montgomery in Gefangenschaft geraten und geköpft worden. Llywelyn wiederum brannte Montgomery, Radnor, Hay und Brecon nieder, ehe er die Burgen von Neath und Kidwelly einnehmen konnte. Er beendete seinen Feldzug mit der Rückeroberung der Burg von Cardigan. König Heinrich strafte dieses Vorgehen Llywelyns mit einer Invasion und dem Bau der Burg von Painscastle ab, konnte jedoch nicht weit nach Wales eindringen.
Die Verhandlungen dauerten bis 1232 an, als Hubert de Burgh infolge interner englischer Konflikte entmachtet und schließlich inhaftiert wurde. Das entstandene Machtvakuum füllte Peter de Rivallis weitgehend aus und übernahm die Kontrolle über zahlreiche Burgen im Süden Wales’. Llywelyns starker Gegner William Marshal der Jüngere starb 1231, und sein Bruder Richard Marshal folgte ihm als Earl von Pembroke nach. Zwischen Richard Marshall und Peter de Rivallis kam es im Jahr 1233 zu kriegerischen Auseinandersetzungen. Da Peter de Rivallis Unterstützung vom englischen König erfuhr, ersuchte Richard Llywelyn um Beistand. 1234 nahmen Richard Marshal und Llywelyn gemeinsam Shrewsbury ein. Obwohl im April desselben Jahres Richard in Irland getötet wurde, stimmte der König Friedensverhandlungen mit den Rebellen zu. Am 22. Juni schlossen die Parteien mit Llywelyn den Frieden von Middle (Peace of Middle). Sie kamen überein, die Waffen für zwei Jahre ruhen zu lassen, und Cardigan und Builth blieben in Llywelyns Besitz. Der Waffenstillstand wurde bis zum Ende von Llywelyns Herrschaft jedes Jahr um ein weiteres Jahr verlängert.

### Späte Jahre

#### Klärung der Thronfolge
In seinen späten Jahren richtete Llywelyn sein Augenmerk zunehmend auf die Sicherung der Nachfolge in Gwynedd. Sein einzig legitimer Sohn Dafydd sollte den Thron erben und nicht dessen älterer Bruder Gruffydd, der aufgrund seiner illegitimen Abstammung von der Thronfolge ausgeschlossen wurde. Dies stellte einen Bruch mit der walisischen Tradition dar. Dass Gwynedd nicht unter den Brüdern aufgeteilt wurde, war nicht weiter ungewöhnlich, jedoch der gänzliche Ausschluss Gruffydds als Erbe schon. Das walisische Gesetz unterschied zu dieser Zeit nicht zwischen legitimen und illegitimen Kindern, solange diese vom Vater anerkannt wurden.
Im Jahr 1220 erreichte Llywelyn die Anerkennung Dafydds als sein Nachfolger durch die Regierung des noch minderjährigen Königs Heinrich. In einem Bittgesuch an Papst Honorius III. aus dem Jahr 1222 holte er auch den kirchlichen Beistand für sein Vorhaben ein. Dem Papst war das walisische Gesetz, das keinen Unterschied zwischen legitimen und illegitimen Kindern machte, ein Dorn im Auge, und er begrüßte daher Llywelyns Absichten, die Gesetzesregelung zu ändern. 1226 überzeugte Llywelyn den Papst, seine Frau Johanna zur legitimen Tochter König Johanns zu deklarieren, um damit Dafydds Position zu stärken. Im Jahr 1229 akzeptierte die englische Krone Dafydds Hommage auf die von seinem Vater zu erbenden Ländereien. Bei dem Rat, den Llywelyn in der Abtei Strata Florida 1238 abhielt, schworen die walisischen Fürsten Dafydd die Lehnstreue.
Dem illegitimen Gruffydd wurde eine Apanage in Meirionnydd und Ardudwy gewährt. Seine tyrannische Herrschaft führte 1221 dazu, dass Llywelyn ihm diese Gebiete wieder entzog. Im Jahr 1228 setzte ihn sein Vater sogar gefangen und ließ ihn erst 1234 wieder frei. Bei seiner Entlassung übertrug ihm Llywelyn die Herrschaft über Teile von Llŷn. Sein Gebaren als Herrscher war offenbar besser geworden, denn 1238 wurden ihm ganz Llŷn und große Gebiete von Powys zugesprochen.

#### Tod und Nachfolge

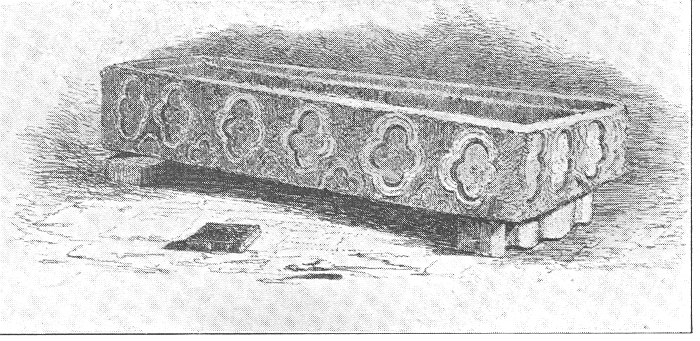
Llywelyns Steinsarg aus O. M. Edwards: The story of the nations: Wales

Johanna von Wales starb 1237. Im selben Jahr musste sich Llywelyn von den Folgen eines Schlaganfalls erholen, der zu Lähmungserscheinungen geführt hatte. Fortan übernahm sein Nachfolger Dafydd eine immer wichtigere Rolle bei der Herrschaft über Gwynedd. Er entmachtete seinen Bruder Gruffydd, nahm ihm die Ländereien, die Llywelyn ihm gegeben hatte, und setzte ihn später zusammen mit seinem ältesten Sohn Owain auf Criccieth Castle gefangen.
Am 12. April 1240 starb Llywelyn im Zisterzienserkloster Aberconwy Abbey. Das Kloster hatte er einst erbauen lassen, und hier fand er auch seine letzte Ruhestätte. Das Zisterzienserkloster wurde später nach Maenan bei Llanrwst versetzt. Llywelyns Steinsarg steht noch heute in der Pfarrkirche von Llanrwst.
Die Herrschaft über Gwynedd ging auf Llywelyns Sohn Dafydd über. Der englische König Heinrich III. war jedoch nicht bereit, die Vormachtstellung Dafydds im übrigen Wales zu akzeptieren, wie sie noch Llywelyn zugestanden wurde. Gezwungen, einen Vertrag mit Heinrich zu unterzeichnen, der ihm viel von seiner Macht nahm, musste Dafydd auch seinen Bruder dem König übergeben, der damit die Möglichkeit hatte, die beiden gegeneinander auszuspielen. Nachdem Gruffydd bei einem Fluchtversuch aus dem Tower von London im Jahr 1244 umkam, hatte Dafydd keine anderen Machtansprüche mehr zu fürchten. Er selbst starb jedoch bereits zwei Jahre später ohne männliche Nachkommen.

## Nachkommen
Llywelyn hatte Kinder von verschiedenen Frauen, bei einigen ist die Abstammung unklar. Von den neun Kindern, die ihn überlebten, werden nur Helen ferch Llywelyn (auch Elen) und Dafydd ap Llywelyn als unbestritten legitim angesehen. Widersprüchliche Angaben gibt es bei Llywelyns Tochter Gwladus Ddu. Teilweise weisen die Quellen sie als Tochter Johannas aus, andere zählen sie zu den illegitimen Kindern von Llywelyns Mätresse Tangwystl Goch (um 1168 bis 1198), die als Mutter der meisten illegitimen Kinder Llywelyns gilt. Sein ältester Sohn Gruffydd wurde um 1196 geboren und wird ihr zugeordnet, wie auch dessen Schwester Marared. Die Mutter des dritten Sohnes Tegwared ist nur als Crysten bekannt.
Kinder mit Johanna:
- Helen ferch Llywelyn (um 1207 bis 1253) – heiratete John of Scotland, Earl of Huntingdon und in zweiter Ehe Sir Robert de Quincy.
- Dafydd ap Llywelyn (um 1208 bis 1246) – heiratete Isabella de Braose (Haus Braose), mit der er eine Tochter, Helen von Wales (1246–1295), hatte.
- Gwladus Ddu (um 1206 bis 1251) – heiratete Reginald de Braose von Brecon und Abergavenny und in zweiter Ehe Ralph de Mortimer von Wigmore.

Kinder, die Tangwystl zugerechnet werden:
- Gruffydd ap Llywelyn (um 1196 bis 1244) – heiratete Senena von Anglesey. Kinder: unter anderen Llywelyn ap Gruffydd.
- Marared ferch Llywelyn (um 1198 bis nach 1263) – heiratete John de Braose von Gower (Haus Braose) und in zweiter Ehe Walter Clifford von Bronllys und Clifford.
- Gwenllian ferch Llywelyn – heiratete William de Lacey.
- Angharad ferch Llywelyn – heiratete Maelgwn Fychan.
- Susanna ferch Llywelyn – wurde als Faustpfand 1228 nach England geschickt, Weiteres ist nicht bekannt.

Sohn einer Frau namens Crysten:
- Tegwared ap Llywelyn

Im Zusammenhang mit Llywelyns Kindern steht die Legende von Gelert.

## Bedeutung
Llywelyn war über vierzig Jahre lang die dominierende Herrscherfigur in Wales. Aus diesem Grund ist er einer von nur zwei walisischen Fürsten, denen der Beiname der Große zuteilwurde, der andere ist Rhodri der Große. Als erster, so scheint es, belegte der annähernd zeitgenössische Chronist Matthew Paris Llywelyn mit dem Beinamen der Große.
Der walisische Historiker Sir John Edward Lloyd (1861–1947) schrieb über die historische Bedeutung Llywelyns:

“Among the chieftains who battled against the Anglo-Norman power his place will always be high, if not indeed the highest of all, for no man ever made better or more judicious use of the native force of the Welsh people for adequate national ends; his patriotic statemanship will always entitle him to wear the proud style of Llywelyn the Great.”

„Unter den Anführern, die gegen die anglo-normannische Übermacht kämpften, wird seine Stellung immer unter den Vorderen sein, wenn er nicht gar der Erste ist, denn niemand verstand es, die einheimische Stärke des walisischen Volkes für ein angemessenes nationales Ziel besser oder vernünftiger zu nutzen; seine patriotische Staatskunst wird ihn immer dazu berechtigen, den stolzen Beinamen Llywelyn der Große zu tragen.“

David Moore dagegen urteilt nüchterner:

“When Llywelyn died in 1240 his principatus of Wales rested on shaky foundations. Although he had dominated Wales, exacted unprecedented submissions and raised the status of the prince of Gwynedd to new heights, his three major ambitions – a permanent hegemony, its recognition by the king, and its inheritance in its entirety by his heir – remained unfulfilled. His supremacy, like that of Gruffydd ap Llywelyn, had been merely personal in nature, and there was no institutional framework to maintain it either during his lifetime or after his death.”

„Als Llywelyn 1240 starb, stand sein Fürstenreich in Wales auf wackligem Fundament. Obwohl er Wales dominierte, beispiellose Unterwerfungen erreichte und das Ansehen der Fürsten von Gwynedd in unbekannte Höhen steigerte, blieben seine drei Hauptziele – eine permanente Vormachtstellung, deren Anerkennung durch den König und ihre Vererbung als Ganzes an seine Nachfolger – doch unerfüllt. Seine Überlegenheit, wie die von Gruffydd ap Llywelyn, war bloß persönlicher Natur, und ein institutioneller Überbau, der sie hätte erhalten können, existierte weder zu seinen Lebzeiten noch nach seinem Tod.“